# HMS Cressy (1899)
Pour les autres navires du même nom, voir HMS Cressy.
Le HMS Cressy était un croiseur cuirassé de classe Cressy de la Royal Navy. Il fut coulé par le sous-marin allemand U-9, le 22 septembre 1914.

## Histoire du service
Peu après le début de la Première Guerre mondiale en août 1914, le HMS Aboukir et ses sister-ships, les HMS Bacchante, HMS Euryalus, HMS Hogue et le HMS Cressy, furent assignés au 7th Cruiser Squadron (en) du Royaume-Uni, pour patrouiller dans la mer du Nord.

## Destin

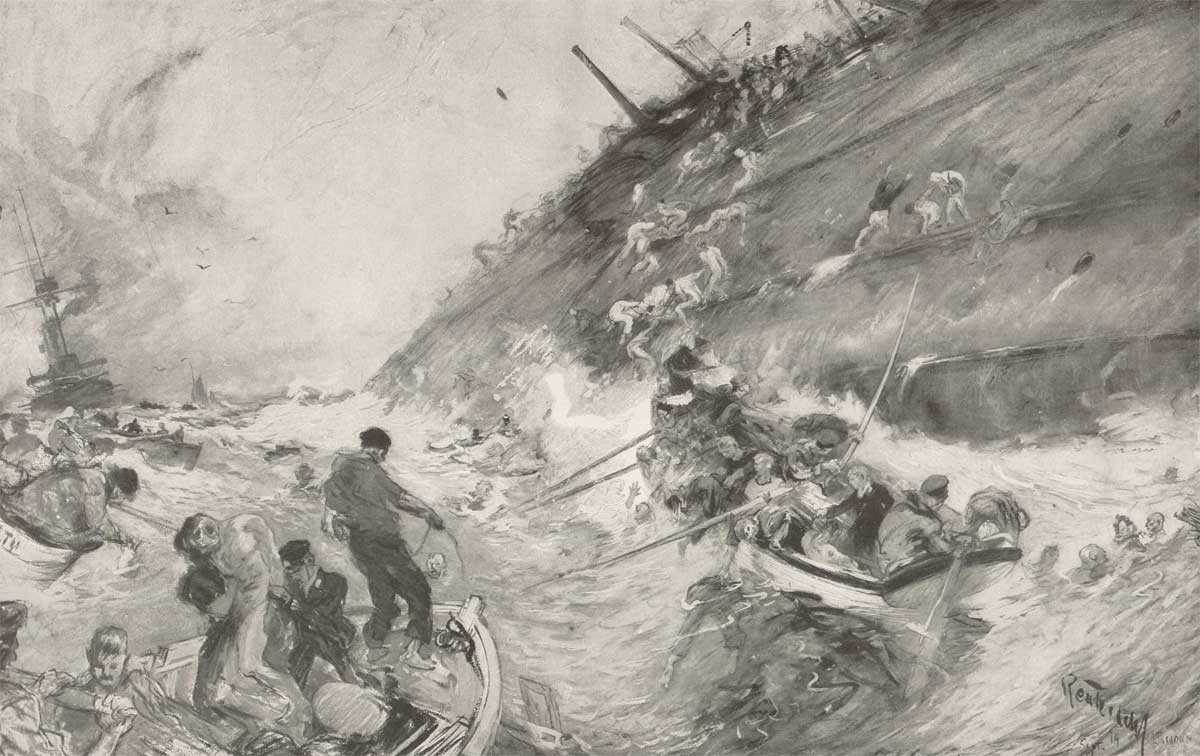
Croquis du naufrage du Cressy

Carte des attaques.

Le 22 septembre 1914, à 7 heures 20, moins d'une heure après le début de l'attaque menée par le sous-marin allemand U-9, le HMS Cressy a été torpillé alors qu'il tentait de sauver des survivants du HMS Aboukir et du HMS Hogue, torpillés par le même U-Boot. Il coula en moins d'une demi-heure, à 7 heures 55.
Sur le total des trois équipages, 837 hommes furent sauvés (dont le midshipman Wenman Wykeham-Musgrave, qui réchappa successivement des trois naufrages), tandis que 1 397 marins et 62 officiers moururent en mer. Parmi ceux-ci, le Cressy perdit un total de 560 hommes.

## L'épave
L'épave gît à 35 m de profondeur par 52° 15′ 01″ N, 3° 40′ 08″ E.